# ファ・ユイリィ
- 機動戦士Ζガンダム > 機動戦士Ζガンダムの登場人物 > ファ・ユイリィ
- 機動戦士ガンダムΖΖ > 機動戦士ガンダムΖΖの登場人物 > ファ・ユイリィ

ファ・ユイリィ (Fa Yuiry) は、アニメ『機動戦士Ζガンダム』及び『機動戦士ガンダムΖΖ』に登場する架空の人物。『機動戦士Ζガンダム』の主人公カミーユ・ビダンのガールフレンドである。
小説版における漢字表記は花 園麗。
担当声優は松岡ミユキ（TV版）、新井里美（劇場版）、岩居由希子（一部ゲーム作品）。

## 概要
本編のヒロイン。年齢は17歳。カミーユ・ビダンとは隣人かつ高校の同級生。両親が留守がちなカミーユの世話をよく焼いており、テレビ版冒頭では彼の爪を噛む癖を注意している。出身はサイド1の25バンチであり、一年戦争後にサイド7（グリーン・ノア）に移住してきた。
宇宙世紀0070年10月9日生まれ。血液型はAB型。食べ物の好き嫌いはない。将来の夢は社会の役に立つ人になること。

## 劇中での活躍

### グリプス戦役（『機動戦士Ζガンダム』）
カミーユがガンダムMk-IIを強奪したことが原因で、彼と知り合いという理由からティターンズに追われる身となり両親と生き別れる。程なくしてブライト・ノアの手引きで宇宙巡洋艦アーガマに難民として収容され、すでにエゥーゴのモビルスーツパイロットとなっていたカミーユと再会を果たす。戦時における感覚の差異から当初はすれ違いを生むが、自身もカミーユを案じてパイロットとなるべく志願して訓練を受ける。
月での訓練修了後、アーガマにΖガンダムを運搬する役割をもって帰属。以降エゥーゴ軍曹、補欠パイロットとしてグリプス戦役に参戦することとなる。元来はごく一般的な少女であり、軍人としての適性があるとは言い難いが、戦況の悪化と何より自身の意志の強さが戦線離脱を許さず、レコア・ロンドと併用される形でメタスのパイロットとなる。レコアの離脱までは出撃の際にハロを使って出し抜くなどしてメタスを奪い合う。戦災孤児のシンタとクムの世話役を引き受け、周囲の理解と協力を得ながらパイロットとして、人間として成長していく。
常に非情な現実に向き合い続けるカミーユの傍らで常に彼を想い、その心を支えるが、当のカミーユ本人はホンコンシティで出会ったフォウ・ムラサメに心を惹かれ、ファのことは幾分ぞんざいに扱う（ファはフォウの存在を知らない）。カミーユに近づく女性に対しては嫉妬心を露わにする場面もあり、カミーユがサラ・ザビアロフの尋問を行った直後にはカツ・コバヤシに煽られてカミーユに食ってかかる。カミーユが自分の兄であるとの洗脳を受けたロザミア・バダムに対しては「兄の理想の恋人」とおだてられ、警戒はするもののある程度は受け入れている（ただし41話でロザミアがティターンズに戻った時は安堵の声を洩らしている）。敵に回ったレコアに真意を問うため戦闘中にモビルスーツを降りたり、再強化でアーガマ滞在時の記憶を失ったロザミアから銃口を突きつけられながら必死に説得を試みるなど、気丈な振る舞いが目立つ。
劇中終盤には艦隊の防衛や支援戦闘などにおいて善戦する。グリプス2内部でカミーユ、クワトロ・バジーナ、ハマーン・カーン、パプテマス・シロッコの4人が睨み合いで口論となった際、均衡を打ち破りカミーユとクワトロを救出している。ニュータイプとして先鋭化していく過程で危険な兆候を見せつつあるカミーユを案じるが、その危惧は現実のものとなり、シロッコとの決着後カミーユの精神は崩壊。Ζガンダムのコクピットで異常な言動を続けるカミーユを涙ながらに回収しつつアーガマに後退。帰投中に発見したエマ・シーンの戦死により放棄されたガンダムMk-IIへの「お前もアーガマに帰りたいのね」との問いかけが、劇中最後のセリフとなっている。
初登場からアーガマに収容された頃までは私服姿だったが、再登場後はレモンイエローの制服を着用する。この制服はノースリーブかつマイクロミニスカートであり、しかもレコアやエマと異なりタイツなどを穿いていない。
劇場版での変更点
劇場版ではフォウの2度目の登場がなくなっているため、ジャブロー降下作戦・香港でのフォウとのロマンスを経てカミーユがアーガマに帰還した時点から、彼の恋人として描かれている。Ζガンダムと同時にアーガマに納入されたメタスはレコアがヤザン・ゲーブルに撃墜・拉致された際に失われ、ファが搭乗するのはメタス2番機。未熟なパイロットとして戦闘に参加するだけでなく、補給要員として弾薬の補充を行う場面もみられる。
3作目『星の鼓動は愛』のクライマックスでは、カミーユは精神崩壊を起こすことなく戦闘を終える。アーガマ通信士のサエグサからアテレコでからかわれながらも、互いの無事を確認して宇宙空間でカミーユと抱き合うシーンで大団円を迎える。

### 第一次ネオ・ジオン抗争（『機動戦士ガンダムΖΖ』）
物語序盤ではアーガマ唯一の正規パイロットとして、またジュドー・アーシタら、シャングリラの少年少女たちの世話役として奔走する。その一方でアーガマを離れざるを得なくなったカミーユを案じ、戦いに迷う姿が描かれている。その結果アーガマ艦内でも次第に神経質になり、深く事情を知らないジュドーらに対し辛くあたって反感を買うこともある。エル・ビアンノからは「オバン」「姑ババア」などと罵倒され、ルー・ルカからは「ピリピリしてると男が寄りつかない」とからかわれる。
第10話では、戦闘を楽観視するジュドーを諌め、パイロットになりたての頃に比べ戦士としての成長ぶりが窺える。ビームライフルのプラグを接続し忘れたままΖガンダムで出撃して危機に陥ったジュドーを救うべく、上半身のみの半壊したメタスで出撃する。必死の支援によって彼に身をもって宇宙での戦闘の厳しさを説き、何とかライフルのプラグ接続には成功するが、その戦闘においてマシュマー・セロの乗るハンマ・ハンマの攻撃を受けメタスはコントロール不能となり、シャングリラの方向へ流されていく。このときブライトをはじめとするアーガマのクルーも、カミーユのそばにいたいというファの本心を見抜いてかわざと放置し、メタスを回収していない。漂流中のファ自身もそれを肯定するような発言をしている。
ジュドーの回想にもカミーユについて語った言葉と共に現れたりと、少なからず彼に影響を与えていたようである。
その後、経緯は不明だが、ダブリンの病院に入院しているカミーユを看病しながら看護師として働く。「ブナ屋敷」と呼ばれる地球連邦上層部の高級官僚が所有する山荘において、地下に監禁されていたジュドーとブライトに再会、2人を救助し車でアーガマに送り届ける。ダブリン市街地でネオ・ジオン軍による空襲が始まり、カミーユの身を案じて病院に戻るが、彼の病室はもぬけの殻であった。カミーユの捜索を依頼するべくアーガマに引き返し、ガンダム・チームと共に海岸でカミーユと再会する。
最終話では、症状が回復したカミーユと共に海岸を走るシーンが描かれている。

## 主な搭乗機
- MSA-005 メタス（『機動戦士Ζガンダム』テレビ版・劇場版いずれも搭乗。レコアの後任として専属）

その他の搭乗機
- スーツ・キャリア（『機動戦士Ζガンダム』テレビ版・劇場版いずれも搭乗）
- RMS-099(MSA-099) リック・ディアス（テレビ版『機動戦士Ζガンダム』のみ。バッチ中尉の機体を無断使用）
- MSA-003 ネモ（テレビ版『機動戦士Ζガンダム』のみ。メタスの補欠要員だった頃に使用）
- MSZ-006 Ζガンダム（『機動戦士ガンダムΖΖ』第5話・第7話のみ）

## 備考
- 監督の富野由悠季は先行作品の打倒をモチベーションにしており、前作『機動戦士ガンダム』でも「制作意図は『宇宙戦艦ヤマト』を潰すことだった」と語っている。ヒロインのファが中国系の名前を持つことになったのは、中国人ヒロインを擁してヒットを放った『超時空要塞マクロス』をΖガンダムの仮想敵としたためである[要出典]。
- カミーユには遠く及ばぬまでもニュータイプとしての資質を示しており、多くの犠牲が出ると不快感を抱くシーンが幾度かある。
- 一部のゲーム（『機動戦士ガンダム ギレンの野望 ジオンの系譜』等）では、ニュータイプに覚醒する設定となっている。
- ”ファ”の名前はアニメ劇中では”ファー”と語尾を伸ばし気味に発音される。小説版の記述によればこれはカミーユがファの名を呼ぶ際の癖であるとされており、アニメでは他の登場人物もこれに倣った発音をしている。しかし、それを知らなかったビーチャ・オーレグには当初、表記どおり”ファ”と伸ばさずに呼ばれている（『ZZ』第2話）。

## 評価
『愛と戦いのロボット 完全保存版』で発表されたアンケート「みんなで選ぶロボットアニメーションベスト100」では、「一番お気に入りのヒロインは？」で第56位にランクインした。